# ستيوارت رايت (لاعب دوري الرغبي)
ستيوارت رايت (بالإنجليزية: Stuart Wright)‏ هو لاعب دوري الرغبي بريطاني، ولد في 19 مارس 1950 في ستوكتون هيث في المملكة المتحدة.